# Vladimirs Koļesņičenko
Vladimirs Koļesņičenko (født 4. maj 1980 i Riga, Sovjetunionen) er en lettisk tidligere fodboldspiller (offensiv midtbane). Han spillede 47 kampe og scorede seks mål for det lettiske landshold i perioden 2005-2013.
På klubplan tilbragte Koļesņičenko størstedelen af sin karriere i hjemlandet hos henholdsvis Skonto Riga og FK Ventspils. Han havde også udlandsophold i både Rusland og Ukraine.